# Reggie Johnson
Reginald "Reggie" Johnson (Atlanta, Geòrgia, 25 de juny de 1957) és un exjugador de bàsquet nord-americà que va jugar 4 temporades en l'NBA, a més de la lliga ACB i la lliga italiana. Amb 2,05 metres d'altura, ho feia en la posició d'aler pivot.

## Carrera esportiva
Va jugar quatre temporades amb els Volunteers de la Universitat de Tennessee. Va ser triat en la quinzena posició del Draft de l'NBA del 1980 pels San Antonio Spurs, on va jugar una bona primera temporada. A l'any següent els Spurs el van traspassar juntament amb Ron Brewer a Cleveland Cavaliers a canvi de Mike Mitchell i Roger Phegley. Abans d'acabar la temporada va ser traspassat als Philadelphia 76ers, on Johnson va ajudar amb 5,5 punts i 3,1 rebots per partit a la consecució de l'anell de campions de l'NBA, derrotant en les Finals als Los Angeles Lakers per un contundent 4-0. A l'any següent va ser traspassat a New Jersey Nets.
El 1984 decideix continuar la seva carrera a Europa, fitxant pel Marr Rimini de la lliga italiana, on jugaria dos anys. L'estiu de 1986 el fitxa el Joventut de Badalona, on jugarà quatre temporades. En la seva primera temporada a Badalona acaba amb 19,6 punts, 8,8 rebots i 1,1 taps de mitjana per partit a la lliga regular. En aquest primer any a la Penya (86-87) va guanyar la Copa Príncep d'Astúries, i en els altres tres una Copa Korac (89-90), una altra Príncep d'Astúries (88-89) i va ser finalista d'una Recopa d'Europa (87-88).
El 1990 torna a Itàlia per jugar una temporada al Birra Messina Trapani de la Sèrie A2. Ja amb 34 anys torna a l'ACB, fitxant per l'Elosúa Lleó, on juga quatre temporades més a un bon nivell, després de les quals es retiraria definitivament. En l'ACB, entre Joventut i León, va acumular 270 partits, amb una mitjana de 16,4 punts i 8,2 rebots en 34 minuts.